# Noja
Noja és un municipi de la Comunitat Autònoma de Cantàbria situat en la comarca de Trasmiera. Limita al nord amb el Mar Cantàbric, a l'oest i sud amb Arnuero, al sud amb Argoños i a l'est amb Santoña. El municipi de Noja no s'organitza en localitats sinó en diversos barris, sent seu del consistori el barri de Palacio.

## Història general
La llegenda explica l'origen de Noja conta que el seu fundador fou ni més ni menys que Túbal, un net del bíblic Noè. A banda d'aquest llegendari origen, l'històric es basa en documents que fan referència per primera vegada a aquesta població en l'any 927. L'església de Sant Pere fou el nucli al voltant del qual s'originà. Cresqué ràpidament en importància i, en l'any 1644, aconseguí el títol de vila.
La costa de Noja consta de diverses platges, on destaquen per sobre d'altres la de Ris i la de Trengandin, ambdues d'una arena molt fina. Enfront de la platja de Ris apareixen diverses illes i illots, belles i fascinants formacions rocoses sense a penes vegetació. L'illa més gran és la de San Pedruco, a la que és possible arribar-hi en la baixamar. En aquesta hi habiten centenars de gavines, sinó milers, i si poden veure les restes d'una petita i antiquíssima ermita. A prop hi ha l’illa de la Oliva, d'igual aparença àrida, i més llunyans, els penyals de Garfanta, Àguila i Moja de Rabo.
Per arribar a la platja de Trengandin s'ha de seguir el passeig de la Costa, una ruta que permet entrar en contacte directe amb la naturalesa i admirar els espectaculars penya-segats i els boscos litorals. Amb els seus 3.5 km. de longitud, és una de les platges més llargues de Cantàbria. Quan la marea es retira apareixen unes roques negres en la riba que contrasten amb la blanca arena.
L'església de Sant Pere, de planta de creuer amb tres naus, que s'aixeca en la part més elevada de la vila. Es construí sobre les restes d'un monestir i està datada en el segle xvi. La torre barroca que es troba a l'exterior és l'element més emblemàtic, a més del retaule de l'altar major i les capelles.
Noja, és una vila d'esperit senyorial, motiu pel qual consta d'un gran nombre de palauets i casones que conserva. Edificis emblemàtics són el palau de Castañeda-Quintana i el palauet de Velasco, ubicat en una plaça molt a prop de l'església de Sant Pere. La Casa de la Cultura, situada en el que va ser el palau del marquesos d'Albaicín, el qual forma conjunt amb les cases dels Garnica i la del Carmen.
Ja als afores de Noja, s'hi troba encara la casona del Capitán Venero i la casona d’Assas, ambdues envoltades d'un esplèndid jardí en excel·lent estat de conservació. El pont d'Helgueras, també anomenat pont romà és de factura molt més recent, a prop i queden restes de les antigues ermites de Noja.
Un xic més lluny es poden admirar els aiguamolls de El Joyel y Soano i els dos molinos de marea que hi ha prop d'aquests aiguamolls, que daten del segle xi i que aprofiten la seva energia per moldre el gra dels cereals.

## Barris
El municipi de Noja es constitueix per una sola localitat del mateix nom, dividida en barris:
| - El Arco. - Helgueras. - El Brusco. | - Cabanzo. - Castrejón. - Fonegra. | - La Rota. - Palacio. - Pedroso. | - Ris. - Tregandín. |

## Demografia
| 1900 | 1910 | 1920 | 1930 | 1940 | 1950 | 1960  | 1970  | 1980  | 1990  | 2000  | 2007  |
| ---- | ---- | ---- | ---- | ---- | ---- | ----- | ----- | ----- | ----- | ----- | ----- |
| 655  | 641  | 786  | 940  | 983  | 980  | 1.058 | 1.170 | 1.273 | 1.609 | 2.019 | 2.425 |

Font: INE

## Administració
| Eleccions municipals, 23 de maig de 2003 |      |        |          |
| Partit                                   | Vots | %      | Regidors |
| PP                                       | 692  | 43,66% | 5        |
| PRC                                      | 314  | 19,81% | 2        |
| PSOE                                     | 267  | 16,85% | 2        |
| Ucn                                      | 147  | 9,27%  | 1        |
| AJN                                      | 139  | 8,77%  | 1        |

- Alcalde electe: Jesús Díaz Gómez (PP).

| Eleccions municipals, 27 de maig de 2007 |      |        |          |
| Partit                                   | Vots | %      | Regidors |
| PP                                       | 707  | 43,53% | 6        |
| DICAN                                    | 255  | 15,70% | 2        |
| PSOE                                     | 248  | 15,27% | 2        |
| PRC                                      | 232  | 14,29% | 1        |

- Alcalde electo: Jesús Díaz Gómez (PP).